# Le Chevalier du dragon
Pour plus de détails, voir Fiche technique et Distribution.
Le Chevalier du dragon, également connu sous les titres Star Knight ou Le Chevalier de l'espace (El caballero del dragón) est un film d'aventures de science-fiction espagnol réalisé par Fernando Colomo et sorti en 1985.

## Synopsis
Dans un lieu indéterminé de l'Europe médiévale, un vaisseau extraterrestre est confondu avec un dragon. Son équipage, Ix, tombe amoureux de la princesse Alba et se retrouve mêlé à un conflit entre le comte de Rue, le diabolique frère Lupo et le capitaine Klever. Il finit par vaincre les malfaiteurs, se marie avec la princesse et est plébiscité par le peuple, qui le prend pour un saint à cause de l'auréole qu'il porte sur la tête.

## Fiche technique
- Titre français : Le Chevalier du dragon ou Star Knight ou Le Chevalier de l'espace ou Le Chevalier venu des étoiles[1]
- Titre original : El caballero del dragón[2]
- Réalisation : Fernando Colomo
- Scénario : Fernando Colomo, Andreu Martín, Miguel Ángel Nieto
- Photographie : José Luis Alcaine
- Montage : Miguel Ángel Santamaría
- Musique : José Nieto
- Décors : Félix Murcia
- Production : Fernando Colomo, José Esteban Lasala (es)
- Sociétés de production : Salamandra Producciones Cinematográficas
- Format : couleurs - 2,35:1 - Son Dolby
- Pays de production :  Espagne
- Langue de tournage : espagnol
- Genre : film d'aventures, film de science-fiction
- Durée : 93 minutes
- Dates de sortie : 
  - Espagne : 20 décembre 1985
  - France : 1988 (sortie vidéo)

## Distribution
- Miguel Bosé - Ix, l'extraterrestre
- Klaus Kinski - Boecius
- Harvey Keitel - Klever
- Fernando Rey - Fra Lupo
- María Lamor - Princesa Alba
- José Vivó - Comte de Ruk
- Josep Maria Pou - Cavaller verd
- Paco Catalá - Pastor
- Carles Canut -
- Lydia Bosch -

## Production
Le film avait initialement un budget de 200 millions de pesetas et a bénéficié d'une subvention supplémentaire de 50 %. Finalement, le budget a dû être porté à 300 millions de pesetas, soit un total de 400 millions de pesetas, le plus élevé du cinéma espagnol à l'époque.

### Attribution des rôles
Imanol Arias a d'abord été choisi pour le rôle de l'extraterrestre, et l'acteur a aimé l'idée, mais il a finalement été décidé qu'il ne convenait pas au personnage. À la recherche d'un profil plus androgyne, il a été remplacé par Miguel Bosé.
Pour l'alchimiste Boecius, l'équipe était intéressée par le nom d'une ancienne vedette hollywoodienne. Les producteurs tentent successivement d'engager Burt Lancaster, Charlton Heston, Kirk Douglas et Robert Mitchum. Un accord avec Vincent Price échoue pour cause d'opération chirurgicale, et son agent leur propose finalement le grand acteur allemand Klaus Kinski.

### Tournage
Le film est tourné dans la province de Gérone, en Catalogne. L'équipe s'est installée à Roses, le château de Requesens et le paysage volcanique autour d'Olot ont été utilisés. Le tournage est connu pour les relations tendues entre Kinski et la plupart des acteurs et de l'équipe. Selon Fernando Colomo, le fait de devoir attendre sur un cheval pendant un certain temps l'a mis en colère pour le reste de la production et il a manqué de respect à tout le monde, à l'exception de Miguel Bosé et des Tsiganes qui s'occupaient des animaux utilisés dans le film.

## Exploitation
Le film a été le septième film espagnol avec le plus d'entrées en 1985, ce qui n'a pas pu compenser son budget record. Colomo se retrouve avec une dette de 50 millions de pesetas qu'il couvre avec les recettes de son film suivant, La vida alegre.